# برنامج السعودية النووي

معاهدة الحد من انتشار الأسلحة النووية أخضر فاتح: دول وقعت وصادقت.
أخضر فاقع: دول وقعت فقط.
برتقالي: دول إنسحبت (كوريا الشمالية).
أحمر: دول لم توقع (الهند، إسرائيل، باكستان، جنوب السودان).

المملكة العربية السعودية لا تملك برنامج أسلحة نووية لكن كثير من السياسيين وعسكريين أكدوا أن السعودية تملك أسلحة نووية صينية وتمول برنامج أسلحة نووية في باكستان، وتحاول أن تبني برنامج نووي سعودي على أراضيها. أعلن رئيس الاستخبارات السعودية السابق الأمير تركي الفيصل بأنه إذا امتلكت إيران أسلحة نووية فإن السعودية سوف تمتلك أسلحة نووية. وفي عام 2003م خرجت مصادر تؤكد أن السعودية تملك ثلاثة خيارات حول الأسلحة النووية الأول أن تتحالف مع دولة تملك أسلحة نووية لكي تحميها، الخيار الثاني التخلص من الأسلحة النووية في الشرق الأوسط، الخيار الثالث امتلاك برنامج نووي سعودي.
السعودية هي الدولة العربية الوحيدة التي تملك قوة خاصة للصواريخ في جيشها يعرف باسم قوة الصواريخ الاستراتيجية الملكية السعودية.
كانت المملكة العربية السعودية ضد الأسلحة النووية في الشرق الأوسط بعد أن وقّعت معاهدة الحد من انتشار الأسلحة النووية، والسعودية من الدول المؤيدة لمنطقة خالية من الأسلحة النووية في الشرق الأوسط.
في 11 مارس 2022، أسست الشركة السعودية القابضة للطاقة النووية للتمكن من المشاركة في المشاريع الاقتصادية النووية محلياً ودولياً.

## برنامج النووي السعودي

### الاتفاقية السعودية الأمريكية
في عام 2008م وقعت المملكة العربية السعودية مذكرة تفاهم مع الولايات المتحدة لبناء برنامج نووي مدني في السعودية ويكون جزءًا من برنامج «الذرة من أجل السلام». مما أدّى إلى خوف الكثير من السياسيين لأن إيران بدأت برنامجها النووي كجزء من برنامج «الذرة من أجل السلام» ثم تحول البرنامج إلى تخصيب اليورانيوم.

### التعاون السعودي الباكستاني
تاريخيّاً باكستان والمملكة العربية السعودية لديهم علاقات ودّية للغاية والتي تم وصفها في بعض الأحيان على أنها علاقة خاصة. فقد نص كثير من العلماء والمؤرخين السياسيين في باكستان أن الاهتمام السعودي في مجال التكنولوجيا النووية بدأت في السبعينات، بعد عقد رئيس الوزراء ذو الفقار علي بوتو اجتماع من الفيزيائيين الباكستانيين الذين ذهبوا إلى الانضمام في جامعة الملك فهد للبترول والمعادن وأشار رئيس الوزراء ذو الفقار علي بوتو التقدم النووي في إسرائيل والبرنامج النووي الهندي الذي وصفها بأنها محاولات لتخويف العالم الإسلامي.
السعودية كانت المموّل الرئيسي للمشروع القنبلة الذرية الباكستانية منذ عام 1974م وهو برنامج أسسه رئيس الوزراء السابق الزلفي بوتو في 1980م زار الجنرال ضياء الحق المملكة العربية السعودية حيث قال بشكل غير رسمي على الملك أن:«إنجازاتنا هي لك» في عام 1995م و 1998م أبلغ رئيس الوزراء نواز شريف المملكة العربية السعودية بشكل سري قبل البدء في اختبار الأسلحة النووية في تشاغاي-I وتشاغاي-II الموجودة في موقع تشاغاي في إقليم بلوشستان في باكستان. وفي يونيو 1998م قام رئيس الوزراء بزيارة الملك فهد وشكر علنا الحكومة السعودية لدعم بلاده بعد نجاح الاختبارات النووية. بعد فترة وجيزة ذهب وزير الدفاع السعودي السابق الأمير سلطان مع رئيس الوزراء نواز شريف في جولة في مختبرات خان للأبحاث حيث اجتمع الأمير سلطان ونواز شريف والعالم عبد القدير خان وتناقشوا عن الفيزياء النووية والمشاكل الحساسة في الصواريخ النووية.
منذ عام 1998 اعتقد الدبلوماسيين الغربيين ووكالات الاستخبارات أن باكستان ستبيع المملكة العربية السعودية الرؤوس الحربية النووية والتكنولوجيا النووية ونفى كلا البلدين بشدة وجود مثل هذا الاتفاق. وفي عام 2003 ذكر موقع الأمن العالمي أن باكستان قد دخلت في اتفاق سري مع المملكة العربية السعودية بشأن التعاون النووي حيث باكستان تقدم الاسلحة النووية للمملكة العربية السعودية في مقابل الحصول على النفط الرخيص. في مارس 2006 ذكرت مجلة ألمانية أن السعودية تلقّت الصواريخ النووية والرؤوس الحربية حيث عرضت المجلة صور للأقمار الصناعية تكشف عن مدينة تحت الأرض في مدينة السليل جنوبي العاصمة الرياض تحتوي على صواريخ نووية. ونفت السعودية وباكستان الأخبار.

### التعاون السعودي العراقي
في عام 1994م طلب الدبلوماسي السعودي محمد الخليوي من أمريكا اللجوء السياسي وأحضر معه مستندات تثبت دعم السعودية لبرنامج العراق النووي أثناء نظام صدام حسين في العراق، ثم نقل بعض الأسلحة النووية إلى السعودية. لكن لم يتم تأكيد مزاعم محمد الخليوي من قبل أي مصدر آخر. وقد ذكر مسؤولون أمريكيون أن ليس لديهم أي دليل على مساعدة السعودية لبرنامج العراق النووي، ونفى مسؤولون سعوديون مزاعم محمد الخليوي.

### التعاون السعودي الصيني
في عام 1990م اشترت السعودية من الصين 60 صاروخ باليستي متوسطة المدى قادر على حمل رؤوس نووية. هناك تكهنات بأن التعاون العسكري الاستراتيجي بين الصين والسعودية قد استمر في النمو. ويعتقد الخبراء أن الصين قد ترسل أكثر من ألف من مستشاريها العسكريين إلى منشآت صواريخ سعودية. وتشير تقارير صحفية إلى أن الصين قدّمت للمملكة العربية السعودية عرضا لشراء أنظمة صواريخ حديثة.
في يناير 2012 وقع الرئيس الصينى ون جيا باو اتفاق التعاون المشترك في مجال الطاقة النووية مع الملك عبد الله. والهدف من ذلك تعزيز التعاون بين البلدين في مجال تطوير واستخدام الطاقة الذرية للأغراض السلمية والاتفاق يمهّد الطريق لتعزيز التعاون العلمي والتكنولوجي والاقتصادي بين جمهورية الصين الشعبية والمملكة العربية السعودية مع التركيز على مجالات مثل صيانة وتطوير محطات الطاقة النووية ومفاعلات الأبحاث وكذلك مكونات الوقود النووي.

### التعاون السعودي الكوري
في عام 2015م وقعت السعودية وكوريا الجنوبية في الرياض اتفاقية لبناء مفاعلين نوويين تبلغ قيمتها ملياري دولار، ومدتها 20 سنة ويشمل الاتفاق أيضا التعاون في الأبحاث والتطوير والبناء والتدريب.
اتفاق الشراكة جاء بعد جهود قادتها مدينة الملك عبد الله للطاقة الذرية والطاقة المتجددة واستمرت أكثر من أربع سنوات حيث كانت البداية في العام 2011 عندما وقعت اتفاقية مشتركة بين البلدين في مجال تطوير وتطبيق الطاقة النووية، ثم التوقيع في العام 2013 على مذكرة تفاهم مع معهد الأبحاث الكوري للطاقة الذرية، للتعاون في المجالات البحثية وما يتطلب للسعودية من بنية تحتية للمفاعلات البحثية إلى أن جاءت اتفاقية 3 مارس 2015 لتكون تتويجاً ونجاحاً لهذه الجهود.
ووفقا لهاشم يماني رئيس مدينة الملك عبد الله للطاقة الذرية والمتجددة أن السعودية سوف تمتلك 16 مفاعل نووي قبل بحلول 2030م.

### التعاون السعودي الروسي
في عام 2015 قام وزير الدفاع السعودي ولي العهد الأمير محمد بن سلمان بزيارة فلاديمير بوتين رئيس الاتحاد الروسي وتم الاتفاق على بناء 16 مفاعل نووي للأغراض السلمية وسيكون لروسيا الدور الأبرز في تشغيل تلك المفاعلات. وقامت السعودية وروسيا، بتوقيع اتفاقية تعاون في مجال الاستخدام السلمي للطاقة النووية.

## التطورات الأخيرة
في عام 2011 أعلن الأمير تركي الفيصل الذي شغل منصب رئيس الاستخبارات السعودية وسفيرا للولايات المتحدة أن المملكة قد تنتج أسلحة نووية إذا وجدت نفسها محاطة بين نووي إيران ونووي إسرائيل. في عام 2012 تم التأكيد على أن المملكة العربية السعودية ستطلق برنامجها للأسلحة النووية الخاصة فورا إذا طورت إيران بنجاح الأسلحة النووية ولكن تقول شائعات انتشرت في الآونة الأخيرة أن البرنامج النووي لإيران لا يقارن مع برنامج النووي السعودي وذلك نظراً لأن إيران بدأت ببرنامجها النووي منذ الستينات بينما السعودية بدأت برنامجها النووي خلال فترة وجيزة وبحسب المصادر فإن المملكة العربية السعودية ستبدأ العمل على منصة جديدة للصواريخ الباليستية، وشراء رؤوس نووية من الخارج وتهدف إلى شراء اليورانيوم لتخصيبها داخل أراضيها.
أكّد سفير باكستان لدى المملكة العربية السعودية محمد نعيم خان قوله أن باكستان تعتبر أمن المملكة العربية السعودية مسألة شخصية وقال نعيم أيضا أن القيادة السعودية تعتبر باكستان والمملكة العربية السعودية دولة واحدة. أي تهديدات للمملكة العربية السعودية فهي أيضاً تعتبر تهديدات لباكستان. وقالت مصادر استخبارات غربية للجارديان تقول بأن السعودية قد دفعت أموال لمشاريع قنابل ذرية تصل نسبة الانتهاء منها 60٪ وفي المقابل لدى السعودية خيار شراء خمس إلى ستة رؤوس نووية جاهزة من باكستان.

يحتوي هذا الملف على مشاهدة لصواريخ من طراز دونج فينج (دي اف - 3) في مسيرة عرض في ختام المناورات العسكرية التي حملت اسم
مناورات سيف عبد الله
وفي نوفمبر 2013م قالت مصادر من بي بي سي أن المملكة العربية السعودية قد استثمرت في مشاريع الأسلحة النووية الباكستانية ويعتقد أن السعودية تستطيع الحصول على الصواريخ النووية في أي وقت تريده. وقال أحد صناع القرار في حلف الناتو أن المخابرات تفيد بأن الأسلحة النووية في باكستان الممولة من المملكة العربية السعودية انتهت وجاهزة للتسليم. وفي أكتوبر 2013م
عاموس يادلين وهو رئيس سابق للاستخبارات الإسرائيلية، قال في مؤتمر في السويد أنه إذا حصلت إيران على القنبلة النووية فإن السعوديين لن ينتظرون شهر واحد، وأن السعودية قد دفعت أموالاً طائلة مقابل الحصول على قنابل نووية من باكستان وأنها سوف تذهب إليها وذلك للحصول على هذه القنابل.
وفي عام 2009م حذر الملك عبد الله بن عبد العزيز آل سعودالملك عبد الله

 المبعوث الأمريكي دنيس روس أنه إذا عبرت إيران "العتبة " فإننا سوف نحصل على الأسلحة النووية" من باكستان وقد أرسلت السعودية للأميركيين إشارات عديدة من نواياها. وقال غاري سامور الذي كان حتى مارس 2013 مستشار الرئيس باراك أوباما أعتقد أن السعودية لديها تفاهم مع باكستان أنه في الحالات القصوى لن تتردد باكستان في إعطاء السعودية أسلحة نووية.
وفي 30 مارس 2015 أعلن السفير السعودي في واشنطن عادل الجبير في حوار على CNN الأمريكية أن السعودية ستبني برنامجها النووي الخاص وستصنع قنبلة نووية لمواجهة برنامج إيران النووي، مؤكداً أنه لا يُمكننا أن نتفاوض على عقيدة المملكة وأمنها. ذلك عقب تراجع إيران عن نقل اليورانيوم لروسيا قبل 24 ساعة من انتهاء المهلة المحدّدة للاتفاق.
قال سفير السعودية في
بريطانيا الأمير محمد بن نواف بن عبد العزيز آل سعود في مقابلة أجراها مع صحيفة الغارديان «نأمل أننا حصلنا على التأكيدات التي تضمن بأن إيران لن تسعى للحصول على هذا النوع من الأسلحة، ولكن إن لم يحصل ذلك فإن كل الخيارات مطروحة على الطاولة بالنسبة للمملكة العربية السعودية.» مشيرا إلى أن السعودية على استعداد لتطوير برنامجها النووي إذا لم تتوقف إيران عن تطوير قنبلتها النووية.
وفي سبتمبر 2018 أعلن وزير الطاقة الأمريكي ريك بيري إن الولايات المتحدة تقترب من العمل مع السعودية لبناء مفاعلات للطاقة النووية لكن المحادثات مع المملكة بشأن وضع معايير صارمة لمنع الانتشار لا تزال تمثل تحديا.
في سنة 2020, تم الكشف عن مساعدة الصين للسعودية في بناء مرافق لاستخلاص كعكة اليورانيوم الصفراء (أكسيد اليورانيوم الغير صافي) من خام اليورانيوم في موقع صحراوي أقل كثافة من السكان بالقرب من العلا. يرى المسؤولون الأمريكيون والحلفاء الموقع ذا مخاطر مع مخاوف من مضي المملكة قدمًا ببرنامجها النووي وليد الساعة أو إبقاء الخيار مفتوحًا لتطوير الأسلحة النووية.

## قوة الصواريخ الاستراتيجية الملكية السعودية
تملك السعودية نوعين من صواريخ رياح الشرق دي إف - 3 أي وهي صواريخ متوسط المدى تحمل رؤوس حربية شديدة الانفجار أُنتج سنة 1971م وتستخدمه دولتين فقط هما السعودية والصين. ودي إف-21 وهي صواريخ متوسطة المدى ذاتية الدفع قادرة على حمل رؤوس نووية طوّرتها الصين في عام 2008م وتستخدمها فقط السعودية والصين.
صواريخ شاهين قادرة على حمل جميع أنواع الرؤوس الحربية بما فيها النووية ويصل مداه إلى 900 كم تم تطويره في باكستان.

### قواعد الصواريخ الاستراتيجية
- قاعدة الوطح في منطقة الوطح على بعد 201 كم من العاصمة السعودية الرياض. تم رصد القاعدة عن طريق صور ساتلية التقطت في يوليو 2013 م، ورصد المحللون الذين فحصوا الصور إثنتين من منصات إطلاق الصواريخ ووجدوا عليها علامات تشير إحداها إلى الشمال الغربي نحو تل أبيب والمنصة الثانية إلى الشمال الشرقي باتجاه طهران.[41]
- قاعدة السليل هي أول منشأة صاروخ باليستي السعودي بنيت 1987-1988 بالقرب من بلدة السليل 450 كم شمال الرياض.[42][43]
- قاعدة 511 تبعد حوالي 70-90 كم جنوب الرياض.
- قاعدة 533 تابعة لمحافظة رنية[44]
- قاعدة 566 تبعد تقريبا 750 كم من الشمال الغربي للرياض.
- قاعدة 522 في وادي الدواسر.[45]
- قاعدة 544 [46]